# Aeroportul Williams Lake
Aeroportul Williams Lake (IATA: YWL, ICAO: CYWL) este un aeroport din Columbia Britanică, Canada. A fost deschis în 1956.
Situat la o altitudine de 940 m, aeroportul dispune de 1 pistă.

## Infrastructură

### Piste
Aeroportul dispune de o singură pistă. Pista are orientarea 11/29. 